# 伊勢佐木警察署
伊勢佐木警察署（いせざきけいさつしょ）は、神奈川県警察が管轄する警察署の一つ。横浜市警察部隷下、第一方面に属する県内有数の大規模警察署で、県下で最も歴史の古い警察署の一つ。識別章所属表示はIF。

## 概要
当署管内は伊勢佐木町、福富町、曙町等のいわゆる”関外”地区を中心とする神奈川県下最大の歓楽街であり、飲食店、各種遊戯施設等がひしめき合い、東京・山谷、大阪・釜ヶ崎と並ぶいわゆる日本三大「ドヤ」街の一つとして知られる寿町等の犯罪多発地域も管轄している。
管轄区域は県下各署と比較して非常に狭い範囲であるが、区域内には山口組系、稲川会系等、数多くの指定暴力団の組事務所も存在する。そのため各種街頭犯罪、風俗事案、暴力団関連事案、外国人犯罪等、取扱い事案は多種多様である（関外地域は警察本部により歓楽街総合対策重点取締地区に指定されている。）。
署内には直轄警察隊（関東管区機動隊）が配備され、署員数も多く、署長には現場経験豊富な警視正が任命される。
2012年以降、繁華街等における街頭犯罪抑止対策のため、街頭防犯カメラを運用している、県下で数少ない警察署の一つ。 

## 所在地
- 横浜市中区山吹町2番地の3
  - 最寄駅：横浜市営地下鉄ブルーライン 伊勢佐木長者町駅

## 管轄区域
- 横浜市中区のうち

伊勢佐木町、吉田町、福富町東通、福富町仲通、福富町西通、末広町、羽衣町、末吉町、蓬莱町、長者町、曙町、若葉町、弥生町、野毛町、宮川町、桜木町、内田町、日ノ出町、黄金町、初音町、英町、赤門町、花咲町、万代町、不老町、翁町、扇町、吉浜町、松影町、寿町、千歳町、山田町、富士見町、山吹町、石川町、打越、三吉町
土地柄、管轄区域内ほぼ全域が犯罪重点取締地域。隣接する加賀町警察署との管轄の境界線はほとんどの部分でJR根岸線と平行しているが、桜木町駅と石川町駅は当署、間にある関内駅は加賀町署の管轄である。

## 沿革
- 1877年1月25日 堺町警察署を開設。
- 1878年2月 横浜区内6警察署（堺町、高島町、山手、松影町、長者町、戸部町）を統合して、横浜堺警察署に改称。
- 1882年7月1日 横浜警察署に改称。
- 1884年7月 伊勢佐木町25番地（吉田橋南詰）に移転。
- 1893年12月 伊勢佐木町警察署に改称。
- 1925年10月 伊勢佐木警察署に改称。
- 1945年6月18日 戦災のため加賀町警察署へ統合。
- 1946年9月 伊勢佐木警察署として再開。
- 1948年3月7日 警察法の公布に伴い、自治体警察として横浜市警察が発足。横浜市伊勢佐木警察署となる。
- 1955年7月1日 横浜市警察が神奈川県警察に統合されたことにより、神奈川県伊勢佐木警察署となる。
- 1974年 現在地に現庁舎が落成、移転。
- 2009年4月16日 黄金町交番が新たに開所[1]。
- 2022年4月1日 長者町交番を廃止[2]。

## 組織
- 署長（警視正）
- 副署長（警視）
- 地域担当次長（警視）
- 会計担当次長（警視相当職）
- 生活安全担当次長（警視）
- 刑事担当次長（警視）
- 警務課 - 警務係、住民相談係
- 留置管理課（平成28年度新設） - 管理係
- 会計課 - 会計係
- 生活安全第一課 - 防犯少年係
- 生活安全第二課 - 経済係、保安係
- 地域第一課 - 地域企画係、地域係
- 地域第二課 - 地域係
- 地域第三課 - 地域係

（警ら用無線自動車3台、小型警ら車1台）
- 刑事第一課 - 刑事総務係、強行犯係、盗犯係、鑑識係
- 刑事第二課 - 知能犯係、暴力犯係、薬物銃器対策係、国際犯係
- 交通課 - 交通総務係、交通捜査係、交通指導係
- 警備課 - 公安係、外事係、直轄警察隊

（12課体制）
※「神奈川県警察の組織に関する規則（昭和44年神奈川県公安委員会規則第2号）」を参考にした。

## 交番
- 伊勢佐木町交番　中区伊勢佐木町4丁目121番地
- 横浜橋交番　中区弥生町3丁目35番地
- 寿町交番　中区寿町4丁目15番地5
- 吉田橋交番　中区吉田町18番地
- 桜木町駅前交番　中区桜木町1丁目1番地
- 都橋交番　中区野毛町1丁目14番地
- 黄金町交番　中区黄金町2丁目7番地1

### 廃止された交番
- 長者町交番　中区長者町2丁目6番地2–令和3年度より寿町交番に統合

## 連絡所
- 日ノ出町駅前連絡所　中区日ノ出町1丁目58番地1（旧日ノ出町駅前交番）

（過去、桜木町駅北側に桜木町駅前連絡所が存在した。）

## 街頭緊急通報装置
- 福富町地区（中区福富町西通）　１基

## 自動車ナンバー自動読取装置（Nシステム）
- 中区曙町3丁目（国道16号）

## 主な事件・事故
- 桜木町事故
- 横浜浮浪者襲撃殺人事件
- 横浜市中区長者町中国人殺人事件 - 未解決[3]

## 不祥事
- 1992年～2004年までに傷害・強盗・窃盗・性犯罪など、計106件の事件を地検に送検せずに放置していた事実が発覚。既に106件すべての事件が時効になっているため、神奈川県警は担当した当時の署員らを処分しない方針を決めている[4]。